# Ectophylla alba
Ectophylla alba — вид родини листконосові (Phyllostomidae), ссавець ряду лиликоподібні (Vespertilioniformes, seu Chiroptera).

## Середовище проживання
Країни проживання: Коста-Рика, Гондурас, Нікарагуа, Панама. Висота проживання: до 700 м. Живе у вологих вічнозелених лісах.

## Екологія
Спочиває під листям, близько 2 м над землею. Живе усамітнено або невеликими групами до 6 осіб. У ніч вирушає на пошуки їжі. Харчується фруктами, зокрема, видами фікуса.

## Морфологічні та генетичні особливості
Довжиною голови і тіла від 40 до 47 мм, довжина передпліччя між 23 і 31 мм, довжина ступні від 9 до 10 мм, довжина вух від 14 до 15 мм і маса до 7 грам. Самці трохи більше, ніж самиці. Загальне забарвлення тіла чисто біле, за винятком крижів і нижньої частини живота, які є світло-сірими. Ніс, вуха яскраво-жовті. Очі оточені сірим кільцем. Вуха помірно великі і широкі. Хвіст відсутній. Зубна формула: 2/2, 1/1, 2/2, 2/2 = 28. Каріотип 2n = 30, FN = 56.